# Morten Bruun
Morten Bruun (Aabenraa, 28 juni 1965) is een voormalig voetballer uit Denemarken, die speelde als middenvelder. Hij beëindigde zijn loopbaan in 2001 bij de Deense club Silkeborg IF. Nadien was hij actief als voetbalcoach.

## Clubcarrière
Bruun speelde vrijwel zijn gehele loopbaan (1988–2001) voor Silkeborg IF. Daarvoor kwam hij uit voor Kolding IF.

## Interlandcarrière
Bruun speelde elf officiële interlands voor Denemarken. Onder leiding van bondscoach Sepp Piontek maakte hij zijn debuut op 5 februari 1990 in de vriendschappelijke wedstrijd tegen de  Verenigde Arabische Emiraten (1-1) in Dubai, net als Lars Jakobsen (Odense BK). Hij moest in die wedstrijd na 79 minuten plaatsmaken voor collega-debutant Jacob Svinggaard (Vejle BK).

## Erelijst
Silkeborg IF
- Deens landskampioen

1994
- Deense beker

2001